# Maria Mercè Marçal
Maria Mercè Marçal i Serra (Ibars de Urgel, Lérida; 13 de noviembre de 1952-Barcelona, 5 de julio de 1998), conocida como Maria-Mercè Marçal, fue una poeta, catedrática, narradora, editora y traductora, activa en los movimientos feminista, nacionalista catalán y comunista.

## Biografía
Pasó la infancia en Ibars de Urgel (Lérida) de donde siempre se consideró originaria. Estudió bachillerato en el Instituto de Lérida. En 1969 se trasladó a Barcelona para ingresar en la Universidad. Se licenció en filología clásica, y posteriormente ejerció de catedrática de Lengua y Literatura Catalanas en diversos institutos.
En 1972 se casó con el poeta Ramon Balasch, de quien se separó en 1976. En 1980 tiene su hija Heura, que decidió criar sola, y a quien dedicó algunos de sus poemas ("Elegir" entre ellos), y gracias a la cual el tema del embarazo y la maternidad entran en su obra.
Trata el tema del amor entre mujeres, inédito en la literatura catalana hasta su breve poemario Tierra de nunca, de 1982 (en catalán Terra de Mai, alusivo a su compañera Mai Cobos), que se editó inicialmente con poca difusión, pero que incluyó en 1985 en su nuevo libro La hermana, la extranjera. Desde entonces publica diversos poemarios, el último de los cuales, Deshielo, recoge la obra escrita entre 1984 y 1988.
Participó en la Asamblea de Cataluña y militó en el PSAN desde finales del franquismo hasta que se separó en 1980, en una escisión que conducirá a la fundación de Nacionalistas de Izquierda. Coordinó la sección de feminismo de la Universidad Catalana de Verano desde su creación en 1979 hasta 1985.
Desde 1994 impulsó el colectivo de escritoras del Centro Catalán del Pen Club. Fue profesora del Instituto Joan Boscà y dedicó algún poema a sus alumnos ("A mis alumnos").
En 1973 es cofundadora, juntamente con Ramon Balasch y con otros jóvenes poetas, de la editorial Llibres del Mall. Además de tomar parte activamente en la vida literaria catalana, participa en la política y en movimientos cívicos como el feminista, que no abandona nunca.
Su primer libro de poemas Cau de llunes (Premio Carles Riba 1976) prologado por Joan Brossa con una sextina, incluye el poema «Divisa», que tiene el carácter de manifiesto que resume las directrices de su activismo:

Al azar agradezco tres dones: haber nacido mujer,

de clase baja y nación oprimida.

Y al turbio azur de ser tres veces rebelde.

Estos versos se convirtieron muy conocidos y casi bandera del movimiento feminista de izquierdas en Cataluña.
Tradujo autores como Colette, Marguerite Yourcenar, Anna Ajmátova, Marina Tsvetáyeva, Charles Baudelaire o Leonor Fini.
Falleció en Barcelona de cáncer de mama, a los 45 años. Antes de morir recibió la Medalla de Honor de Barcelona.

## Antologías póstumas
Tras su muerte se han publicado dos antologías de su poesía y un libro con prosas autobiográficas titulado Sota el signe del drac (2004), editado por Mercè Ibarz. En 2020, se tradujo al castellano parte de su obra en dos libros distintos: "Diré tu cuerpo", traducido por Noelia Díaz Vicedo (Ultramarinos) y "La hermana, la extranjera", con traducción deAna Martín Puigpelat y Meri Torras, en la editorial Polibea.

## Libros
- Cau de llunes. Barcelona: Proa, 1977 (Premi Carles Riba 1976).
- Bruixa de dol (1977-1979). San Baudilio de Llobregat: Llibres del Mall, 1979
- Terra de mai. Valencia: El cingle, 1982
- Sal oberta. San Baudilio de Llobregat: Llibres del Mall, 1982
- La germana, l'estrangera (1981-1984). San Baudilio de Llobregat: Llibres del Mall, 1985
- Contraclaror: Antologia poètica de Clementina Arderiu. Barcelona: La Sal, edicions de les dones, 1985
- Desglaç (1984-1988). Barcelona: Edicions 62 - Empúries, 1988
- Llengua abolida (1973-1988). Valencia: 1989
- La passió segons Renée Vivien. (Premi Carlemany 1994)
- Paisatge emergent. Trenta poetes catalanes del S.XX. Barcelona: La Magrana, 1999
- Raó del cos. Barcelona: Edicions 62 - Empúries, 2000
- Contraban de llum. Antologia poètica. Barcelona, Proa, 2001
- El meu amor sense casa (CD), Barcelona, Proa, 2003

## Homenaje
Sitges en vers XI, homenaje a la "tres voltes rebel" Maria Mercè Marçal, al cumplirse el 25 aniversario de su muerte. Recital poético con la actuación del pianista David Dommergue. https://www.youtube.com/watch?v=KiEzVlKFayk